# Краснопольский, Зелик Моисеевич
Зелик Моисеевич Краснопольский (1907 — ?) — инженер-строитель, лауреат Сталинской премии первой степени (1949).

## Биография
Родился в 1907 году.
В 1941 году окончил МИИТ, Факультет тоннелей, специальность «Изыскания, сооружение и проектирование тоннелей и метрополитенов».
В 1946 — 1950 годы в командировке в Восточной Германии, начальник строительного объекта государственного акционерного общества цветной металлургии «Висмут».
В наградном списке от 18 марта 1963 года указан как бывший начальник треста «Жилпромстрой» (орден «Знак Почёта» — за успехи, достигнутые при сооружении Калужского радиуса Московского метрополитена).
В наградном списке 1967 года указан как заместитель начальника СМУ № 4 Московского метростроя

## Признание
- Сталинская премия первой степени (1949) — за разработку и осуществление новой системы горного вскрытия месторождений урана и за внедрение скоростных методов проходки горно-капитальных выработок
- орден Ленина (1949)